# Хронологія рекордів Європи з шосейного бігу на 100 кілометрів серед чоловіків
Рекорди Європи з бігу на 100 кілометрів визнаються Європейською легкоатлетичною асоціацією з-поміж результатів, які показали європейські легкоатлети на шосейній дистанції, за умови дотримання встановлених вимог.
Європейська легкоатлетична асоціація почала ратифікацію світових рекордів у цій дисципліні з 1 січня 2004.

## Хронологія рекордів
| Результат                             | Атлет                   | Місто змагань | Дата змагань | Примітки | Відео            |
| ------------------------------------- | ----------------------- | ------------- | ------------ | -------- | ---------------- |
| 6:18.24                               | Маріо Ардеманьї Італія  | Вінсхотен     | 11.09.2004   |          |                  |
| 6:05.35                               | Олександр Сорокін Литва | Вільнюс       | 14.05.2023   | [ 1 ]    | Відео на YouTube |
| 1 рік, 319 днів від дати встановлення |                         |               |              |          |                  |